# Josip Barišić (ur. 1981)
Josip Barišić (ur. 7 marca 1981 w Slavonskim Brodzie) – chorwacki piłkarz występujący na pozycji obrońcy.

## Kariera piłkarska
Od 2000 do 2014 roku występował w Marsonia Slavonski Brod, NK Zagreb, NK Karlovac, Shonan Bellmare, Croatia Sesvete, Posušje, Tubize, Inter Zaprešić, NK Karlovac i Sesvete.